# The Nation
The Nation é uma revista semanal sem fins lucrativos dos Estados Unidos dedicada à cobertura de assuntos políticos e culturais, autodefinindo-se como a "bandeira da esquerda".
Fundada em 6 de julho de 1865, no início do período de Reconstrução nacional, como apoiante das tropas unionistas (do Norte) que saíram vitoriosas na Guerra Civil Estadunidense, The Nation é a revista mais antiga dos Estados Unidos. É publicada pela Nation Company, L.P., com sede em 33 Irving Place, em Nova Iorque.
É associada a The Nation Institute, que confere o Prêmio Ridenhour, concedido anualmente em reconhecimento por atos que expõem a verdade protegendo o interesse público, promovendo justiça social ou promovendo uma visão mais justa da sociedade.